# Lu Termine
Lu Termine est le nom d'un menhir situé près de Rocca di Mezzo, commune italienne de la province de L'Aquila, dans les Abruzzes. 

## Description
Le mégalithe se situe à environ deux kilomètres au sud-sud-ouest de Rocca di Mezzo ; il se dresse à proximité d'une route de campagne reliant Rocca di Mezzo à Secinaro.
La pierre mesure 1,70 m de hauteur ; elle a probablement été utilisée dans l'Antiquité pour marquer la frontière entre le territoire des Marses et celui des Vestins.
Le menhir Lu Termine est l'un des rares monuments mégalithiques des Abruzzes.